# Oleksa Storoschenko

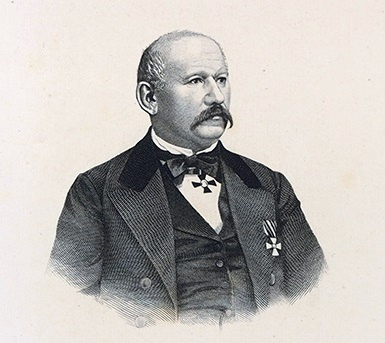
Oleksa Storoschenko

Oleksa Petrowytsch Storoschenko (ukrainisch Олекса Петрович Стороженко; * 12. Novemberjul. / 24. November 1805greg. in Lyssohory, Gouvernement Tschernigow, Russisches Kaiserreich; † 6. Novemberjul. / 18. November 1874greg. in Brest, Gouvernement Grodno, Russisches Kaiserreich) war ein ukrainischer Schriftsteller, Dramatiker und Experte für Ethnographie sowie investigativer Kriminalist.

## Leben
Oleksa Storoschenko entstammte der seit dem siebzehnten Jahrhundert bekannten Kosakenfamilie Storoschenko. 
Seine Kindheit verbrachte er in Welyki Budyschtscha bei Dykanka im Gouvernement Poltawa. Zwischen 1821 und 1823 besuchte er das Internat des Sloboda-ukrainischen Provinzgymnasiums in Charkiw, wo er unter anderem die Fächer Russisch, Französisch, Deutsch, Latein, russische Literatur, allgemeine und russische Geschichte und Geographie belegte.
Zwischen 1824 und 1850 diente er, zuletzt als hoher Offizier im Korpsstab der Kavallerie, in der russischen Armee, wo er unter anderem am Russisch-Türkischen Krieg, am Novemberaufstand 1830/1831 und an der Ungarischen Revolution teilnahm und dort auch verwundet wurde. Ab 1850 ging er in den bürokratischen Dienst und wurde vom  Kiewer Generalgouverneur Dmitri Bibikow für besondere Aufgaben eingesetzt. 1868 wurde er im Rang eines Staatsrats pensioniert und ließ sich auf einem Hof im Dorf Trischyn (Трішин) bei Brest nieder, wo er seinem Interesse für Skulpturen, Musik und Malerei nachging und den Posten des Adelsmarschalls bekleidete. 1874 fiel er an einem späten Oktoberabend in kaltes Wasser und starb in der Folge mit 58 Jahren. Er wurde auf dem städtischen Friedhof in Brest beerdigt.

## Werk
Storoschenko schrieb zunächst auf Russisch und  veröffentlichte seine Werke ab 1850 in den Zeitschriften Nördliche Biene (Северная пчела) und Bibliothek zum Lesen (Библиотека для чтения). 1857 veröffentlichte er die Roman-Chronik Zwillingsbrüder (Братья-близнецы) und 1858 veröffentlichte er unter anderem die Geschichten der Lebensart der Kleinrussischen Bauern (Рассказы из крестьянского быта малороссиян). 
In der Zeitschrift Basis (Основа) begann Storoschenko ab 1861 ukrainisch zu schreiben. 1863 veröffentlichte er in St. Petersburg die zwei Bände seines Werks Ukrainische Geschichte, die er bereits in den 1850er Jahren geschrieben hatte. Storoschenko schrieb 14 Werke in russischer und 26 in ukrainischer Sprache. Die Basis seiner Werke bildeten oft ukrainische Folklore, Volkslegenden, Anekdoten und Sprichwörter sowie Geschichten auf der Grundlage von ethnographischem und historischem Material.

## Ehrungen
- Am 26. November 1855 erhielt er den Orden des Heiligen Georg IV. Klasse (№ 9784)